# Коркино (Тосненский район)
Ко́ркино — деревня в Любанском городском поселении Тосненского района Ленинградской области.

## История
Впервые упоминается в Писцовой книге Водской пятины 1500 года как деревня Коркино в Ильинском Тигодском погосте Новгородского уезда.
В переписи 1710 года в Ильинском Тигодском погосте записано усадище Коркино помещика Гурьева.

КОРКИНО — деревня Коркинского сельского общества, прихода села Померанья при безымянном озерке.

Крестьянских дворов — 38. Строений — 131, в том числе жилых — 54. 

Число жителей по семейным спискам 1879 г.: 94 м. п., 109 ж. п.; по приходским сведениям 1879 г.: 88 м. п., 104 ж. п.; 

Мелочная лавка. (1884 год)

КОРКИНА — деревня бывшая владельческая. Дворов — 38, жителей — 194. Лавка. (1885 год)

В конце XIX — начале XX века деревня административно относилась к Любанской волости 1-го стана 1-го земского участка Новгородского уезда Новгородской губернии.

КОРКИНО — деревня Коркинского сельского общества, дворов — 53, жилых домов — 65, число жителей: 127 м. п., 123 ж. п. 

Занятия жителей — земледелие. Школа, часовня, хлебозапасный магазин, 2 мелочные лавки. (1907 год)

Согласно военно-топографической карте Петроградской и Новгородской губерний издания 1917 года деревня Коркино состояла из 35 крестьянских дворов.
С 1917 по 1927 год деревня Коркино входила в состав Любанской волости Новгородского уезда Новгородской губернии.
С 1927 года в составе Коркинского сельсовета Любанского района Ленинградской области.
С 1928 года в составе Хоченского сельсовета.
С 1930 года в составе Тосненского района.
По данным 1933 года деревня Коркино входила в состав Хоченского сельсовета Тосненского района.

План деревни Коркино. 1937 год

Согласно топографической карте 1937 года деревня насчитывала 115 дворов. В центре деревни находилась силосная башня, в деревне была своя школа и располагался сельсовет.
С 1 сентября 1941 года по 31 декабря 1943 года деревня находилась в оккупации.
В 1965 году население деревни Коркино составляло 244 человека.
По данным 1966 и 1973 годов деревня Коркино также входила в состав Хоченского сельсовета.
По данным 1990 года деревня Коркино находилась в составе Сельцовского сельсовета.
В 1997 году в деревне Коркино Сельцовской волости проживали 119 человек, в 2002 году — 124 человека (русские — 88 %).
В 2007 году в деревне Коркино Любанского ГП — 123 человека.

## География
Деревня расположена в юго-восточной части района на автодороге 41А-004 (Павлово — Мга — Луга), к юго-западу от центра поселения — города Любань.
Расстояние до административного центра поселения — 7,5 км.
Расстояние до районного центра — 40 км.
Расстояние до ближайшей железнодорожной станции Любань — 7 км.

## Демография
| 2007 | 2010 | 2017 |
| ---- | ---- | ---- |
| 123  | ↗186 | →186 |

## Улицы
Лесная, Центральная.